# Bamba Fall
Cheikh Ahmadou Bamba Fall (Saint-Louis, 27 maggio 1986) è un cestista senegalese, professionista nella NBDL e in Europa.

## Carriera
Con il Senegal ha disputato i Campionati africani del 2007.

## Palmarès
- Campionato estone: 3

Kalev/Cramo: 2011-12, 2012-13, 2013-14
- Campionato lettone: 1

VEF Riga: 2014-15